# 等电子体
等电子体是指具有相同价电子数并且具有相同结构的微粒，可以是原子，分子或离子。

## 等电子体原理
具有相同的通式——AXm，而且价电子总数相等的分子或离子具有相同的结构特征，这个原理称为等电子体原理。

## 例子
- CO2、SCN−、NO2+、N3−具有相同的通式，并且价电子总数都为16，都为直线型结构。
- CO32−、NO3−、SO3具有相同的通式，并且价电子数都为24，都为平面三角形结构。
- SO2、O3、NO2−具有相同的通式，总价电子数都为18，都为平面三角形结构。
- SO42−、PO43−具有相同的通式，总价电子数为32，都为正四面体结构。
- PO33−、SO32−、ClO3−具有相同的通式，总价电子数为26，都为三角锥结构。 [2]
- CO、N2具有相近的物理与化学性质，总价电子数为10，都为直线结构。